# Chlorophonia pyrrhophrys
La clorofonia pettocastano o tangara verde pettocastano (Chlorophonia pyrrhophrys (Sclater, 1851)) è un uccello passeriforme della famiglia dei Fringillidi.

## Etimologia
Il nome scientifico della specie, pyrrhophrys, deriva dall'unione delle parole greche πυρ (pyr/pur, "fuoco") e οφρυς (ophrys/ophrus, "sopracciglio"), col significato di "dalle sopracciglia rosse": anche il suo nome comune è un chiaro riferimento alla livrea.

## Descrizione

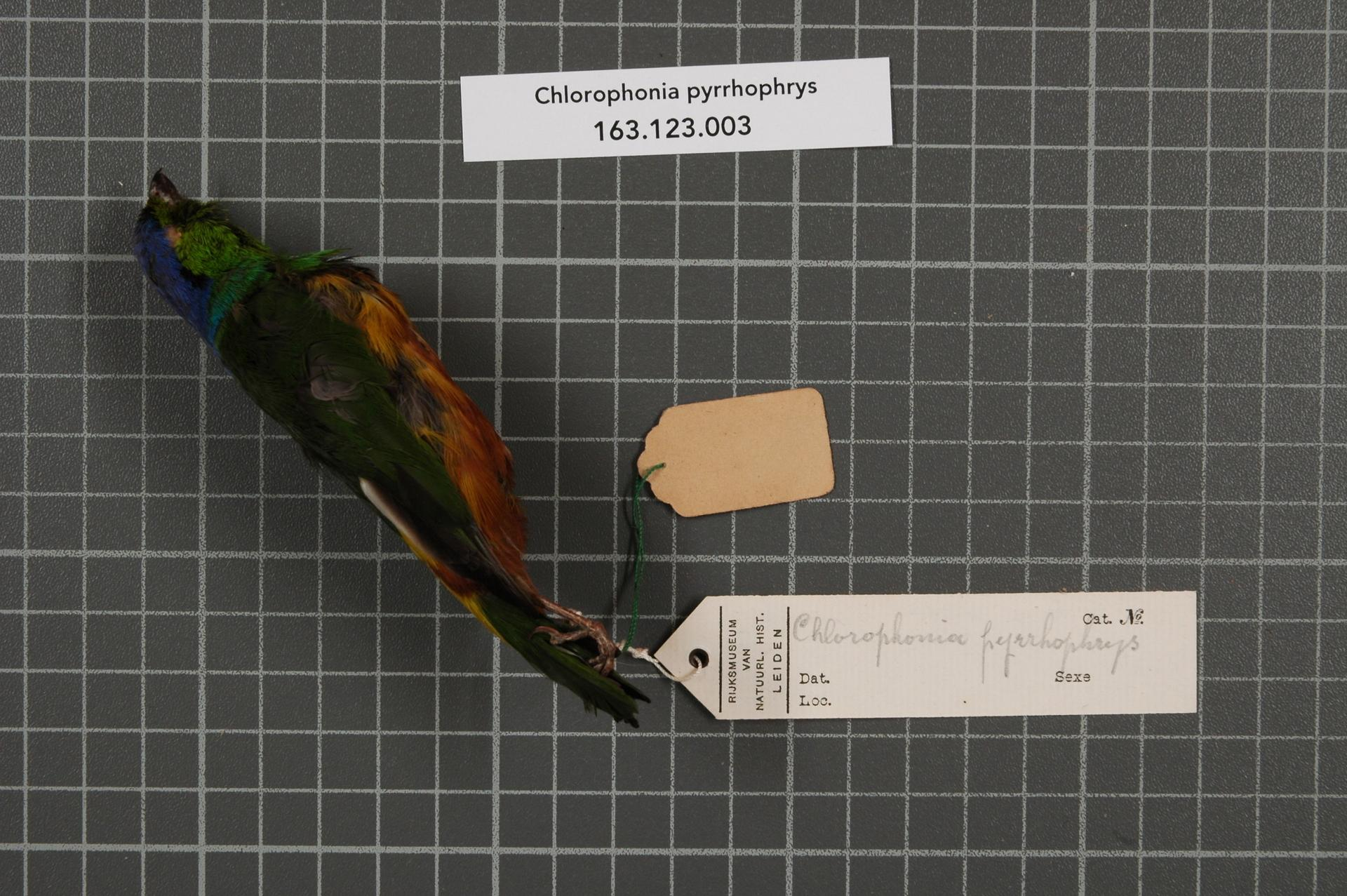
Visione laterale di maschio impagliato.

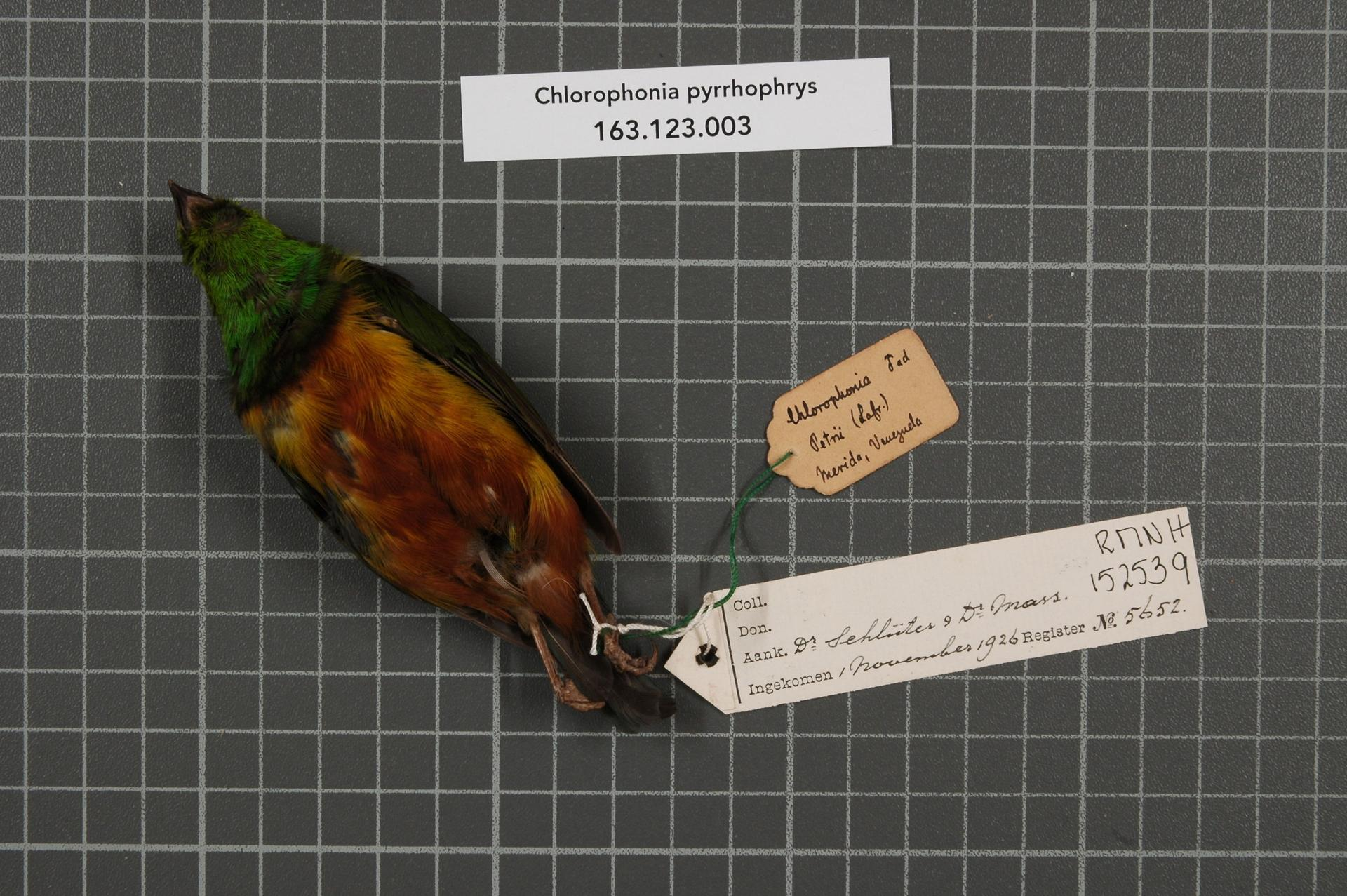
Visione ventrale di maschio impagliato.

### Dimensioni
Misura 12 cm di lunghezza, per 16-18 g di peso.

### Aspetto
Si tratta di un uccellino dall'aspetto robusto e paffuto, munito di testa arrotondata, corto becco conico, ali appuntite e corta coda squadrata.
Il piumaggio si presenta verde attorno alla base del becco e su faccia, gola, dorso, parte superiore del petto, ali e coda (queste ultime due presentano punte delle remiganti primarie e delle rettrici più scure e tendenti al nerastro), mentre il resto del petto, assieme a ventre, fianchi e codione, è di colore giallo oro; sopra l'occhio è presente un sopracciglio di colore bruno scuro, che separa il verde facciale dal blu cobalto di fronte, vertice e nuca, e dello stesso colore è una banda che separa il verde golare dal giallo pettorale.

Il dimorfismo sessuale è ben evidente, con femmine dalla colorazione verde più estesa, a discapito del blu cefalico e del giallo dorso-ventrale. In ambedue i sessi becco e zampe sono di colore nerastro, mentre gli occhi sono di colore bruno.

## Biologia

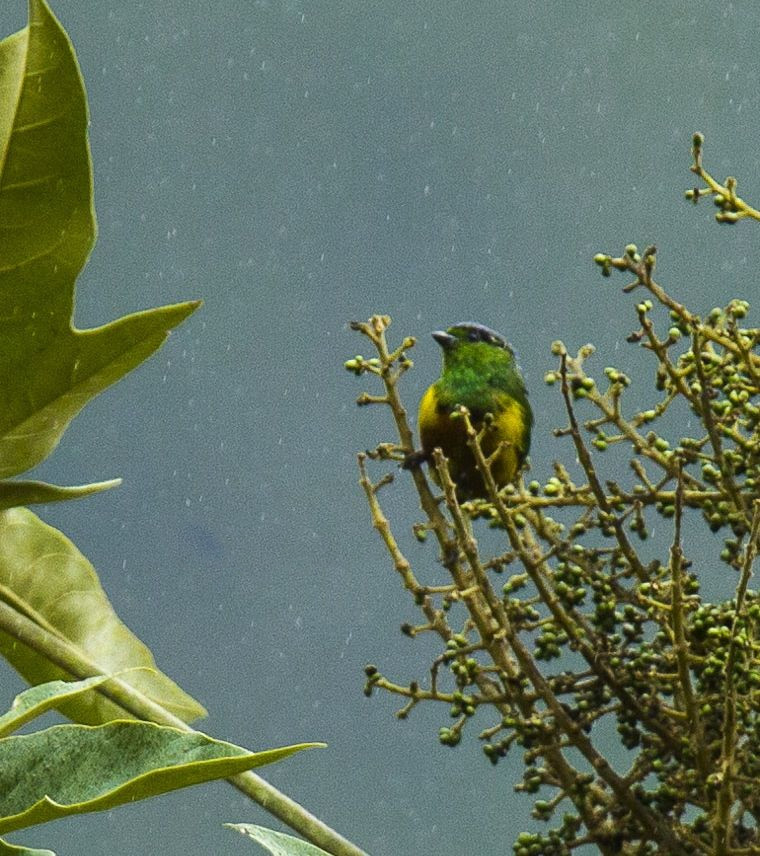
Maschio in Ecuador.

Si tratta di uccelli che mostrano abitudini diurne e che vivono da soli o in coppie: essi si dimostrano allegri e vivaci ma timidi, passando la maggior parte della giornata alla ricerca di cibo, muovendosi con circospezione fra il folto delle chiome degli alberi.

### Alimentazione
La dieta di questi uccelli è in massima parte frugivora, componendosi soprattutto di bacche e frutti (in particolar modo di Loranthaceae, ma anche Ericaceae e fichi), nonché (sebbene in percentuale trascurabile) anche di insetti ed altri piccoli invertebrati.

### Riproduzione
Si tratta di uccelli rigidamente monogami: il periodo riproduttivo comincia in febbraio-marzo, e le coppie collaborano sia nella costruzione del nido di forma ovoidale che nell'alimentazione della prole, mentre la cova è a carico esclusivo della femmina, che però viene imbeccata dal maschio durante le due settimane d'incubazione. I pulli sono ciechi ed implumi alla schiusa, ma sono in grado d'involarsi attorno alle tre settimane di vita e possono dirsi indipendenti dopo circa un mese dalla nascita.

## Distribuzione e habitat
L'areale di questa specie abbraccia un ampio settore del Sudamerica nord-occidentale, andando dal Venezuela occidentale (ovest dello stato di Trujillo) a sud fino al Perù centrale (provincia di Huánuco) attraverso la Sierra de Perijá, le Ande colombiane e quelle dell'Ecuador.
L'habitat della tangara verde pettocastano è rappresentato dalla canopia della foresta pluviale montana e dalla foresta nebulosa, preferibilmente con grandi quantità di epifite.